# Молитва

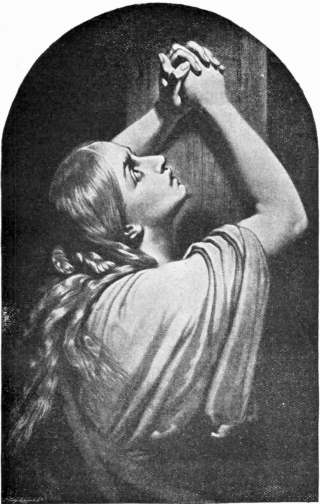
«Молящаяся Мария Магдалина».
Ари Шеффер (1795—1858)

Моли́тва (глагол ст.‑слав. моли́ти, от праслав. *molditi — «умолять; говорить ритуальные слова при принесении жертвы») — духовная практика во многих религиях. Существует много взаимопротиворечивых определений молитвы, разнящихся как в пределах одной религии, так и между религиями.
На их основе можно предположить, что молитва — «важная часть духовной жизни верующего человека», обращение «человека к Богу, богам, святым, ангелам, духам, персонифицированным природным силам, вообще Высшему Существу или его посредникам»,
важнейшее проявление общественной и частной религиозной жизни в словесной либо мысленной форме, подразделяют «на славословия, прошения и благодарения».

## Особенности определения
Молитва предполагает наличие веры в существование, наряду с видимым, невидимого мира и представляет собой обращение к его представителям, словесное или мысленное, с благодарением или прославлением, покаянием, просьбой. Из этого определения понятно, что молитвы могут быть как общественными, так и частными.
Наличие у молитвы словесной формы означает возможность записать её. К полученным записям (текстам молитв) также применяют наименование «молитва». Тексты молитв могут быть собраны в специальные книги, предназначенные как для коллективных богослужений (богослужебные книги), так и для частного использования (бревиарий, часослов, сидур), иначе называемый «молитвенником».
Молитвы могут различаться по содержанию и быть хвалебными, благодарственными, просительными. Кроме того, иногда отдельно выделяют такие виды молитв, как покаянные и ходатайственные.

### Общественные и частные молитвы
Общественные и частные молитвы во многих религиозных практиках сосуществуют друг с другом. Например, в православии регулярные молитвы, совершаемые частным образом вне общественного богослужения (молитвенное правило), признают необходимыми наряду с коллективными молитвами, совершаемыми в ходе литургии. В некоторых религиях различают два вида молитв — личные и совместные. К личным относятся, например, обязательные молитвы в исламе или бахаи.

### Внутренняя и наружная молитва
Как уже было сказано, молитва может быть как словесной, так и мысленной. Если брать шире, она может быть как наружной, так и внутренней («умной», «сердечной», «умно-сердечной», «тайной»). Взгляды на то, каким должно быть соотношение между наружной и внутренней молитвой, по всей видимости, существенно отличают друг от друга разные религиозные практики.
Очевидно, в некоторых религиозных традициях приоритет отдают наружной (внешней) молитве или тому, что воспринимают в качестве таковой. В частности, использование в ламаизме (тибетском буддизме) молитвенных барабанов, иногда приводимых в движение даже не человеком, а ветром, или водой, или теплом свечи, заставляет либо считать такие «молитвы» исключительно наружными, либо вообще не считать их таковыми, как не соответствующими определению, поскольку вращение барабана с текстами молитв лишь со значительной натяжкой можно считать обращением к кому бы то ни было, тем более если это действие производится силой воды или ветра, то есть происходит без непосредственного участия человека.
В православии, напротив, принято ценить, в первую очередь, внутреннюю молитву. Например, святитель Феофан Затворник писал: «У кого нет умной внутренней молитвы, у того и никакой нет, ибо только умная молитва и есть настоящая молитва, Богу угодная и приятная. Она должна составлять душу домашнего и церковного молитвословия, так что коль скоро её нет при этом, то молитвословия имеют только вид молитвы, а не есть молитва». Иначе говоря, отсутствие внутренней молитвы обесценивает молитву наружную, сколь бы обильной последняя ни была.
В авраамических религиях молитву зачастую сопровождают коленопреклонениями (суджуд — у мусульман, земной поклон — у христиан), поклонами (руку — у мусульман, поясной поклон — у христиан), крестным знамением (у христиан), раскачиванием (у иудеев), «говорением на языках», смехом, танцами, падениями (у харизматов). Общественные православные богослужения обычно сопровождают каждением.

## Молитва в сравнении с иными практиками
Наряду с вопросом о том, чем является молитва, важно рассмотреть и другой — чем молитва не является.

### Молитва и медитация
Определение молитвы как обращения, связывающего верующего с невидимым миром, предполагает определённую дистанцию между ними. С этой точки зрения, медитативные практики не являются молитвами; однако некоторые молитвенные традиции и техники (в их числе называют визионерство, «мистицизм сердца») занимают как бы промежуточное положение, что отмечают, в том числе, и православные авторы. Например, архимандрит Рафаил (Карелин) писал: 
В западной церкви и, прежде всего, в самом большом по численности и влиянию монашеском ордене иезуитов, разработан целый комплекс упражнений полумедитаций-полумолитв, где монах, запираясь в своей келии, визуально представляет ад и рай в картинах, напоминающих «Божественную комедию» Данте.
Если мы сопоставим описание того демонического феномена, который называется «прелестью» в творениях Святых Отцов, молитвенную практику монашеских орденов в католичестве, приёмы йогов и упражнения многих современных психотерапевтов по аутотренингу, то увидим здесь поразительное сходство…
В силу этой или иной причины некоторые рассматривают медитацию как форму молитвы (и даже как наивысшую форму), а другие, хотя и признают отличие христианской молитвы от медитации, утверждают, что «трудно провести чёткую границу между этими формами религиозной практики». Такой взгляд, однако, решительно отвергают многие православные авторы, в том числе и применительно к Иисусовой молитве.
Отвечая на вопрос о занятиях йогой и медитацией, патриарх Кирилл отметил: «Йога сопровождается медитацией, и вот к этому я отношусь с большой настороженностью», — и предостерёг молодёжь от экспериментов с медитациями.

#### Точка зрения западного христианства
Иной взгляд на связь между молитвой и медитативными упражнениями выработался в западном христианстве. В середине XX века некоторые представители западного монашества, занимавшиеся межрелигиозным диалогом (Томас Мертон, 1983), обратили внимание на то, что в наследии раннехристианских пустынников содержатся определённые рекомендации по молитвенному деланию, которые они сочли сходными (типологически и по смыслу) с восточными методами медитации. Одним из тех, кто попытался соединить способ христианской медитации, основанный на рецитации священного слова, с дисциплиной повседневной молитвы, был английский бенедиктинец о. Джон Мейн OSB. Подобный подход к созерцательной молитве, опирающийся на учение о «чистой молитве» (oratio pura) св. Иоанна Кассиана, предлагали также и многие другие современные западные католические монахи, чаще всего имевшие опыт диалога с буддистскими и индуистскими монашескими общинами, среди них: Томас Мертон OCSO, Вильям Джонстон SJ, Хуго Макиби Эномия-Лассаль SJ, Беда Гриффитс OSB, Томас Китинг OCSO, Эрнст Ларкин O.Carm.
Критический анализ попыток «скрестить» молитву и медитацию (написанный с точки зрения православного вероучения) даёт в своих работах иеромонах Серафим (Роуз), не понаслышке знакомый с «восточными» практиками.

## Молитва в авраамических религиях

### Молитва в христианстве

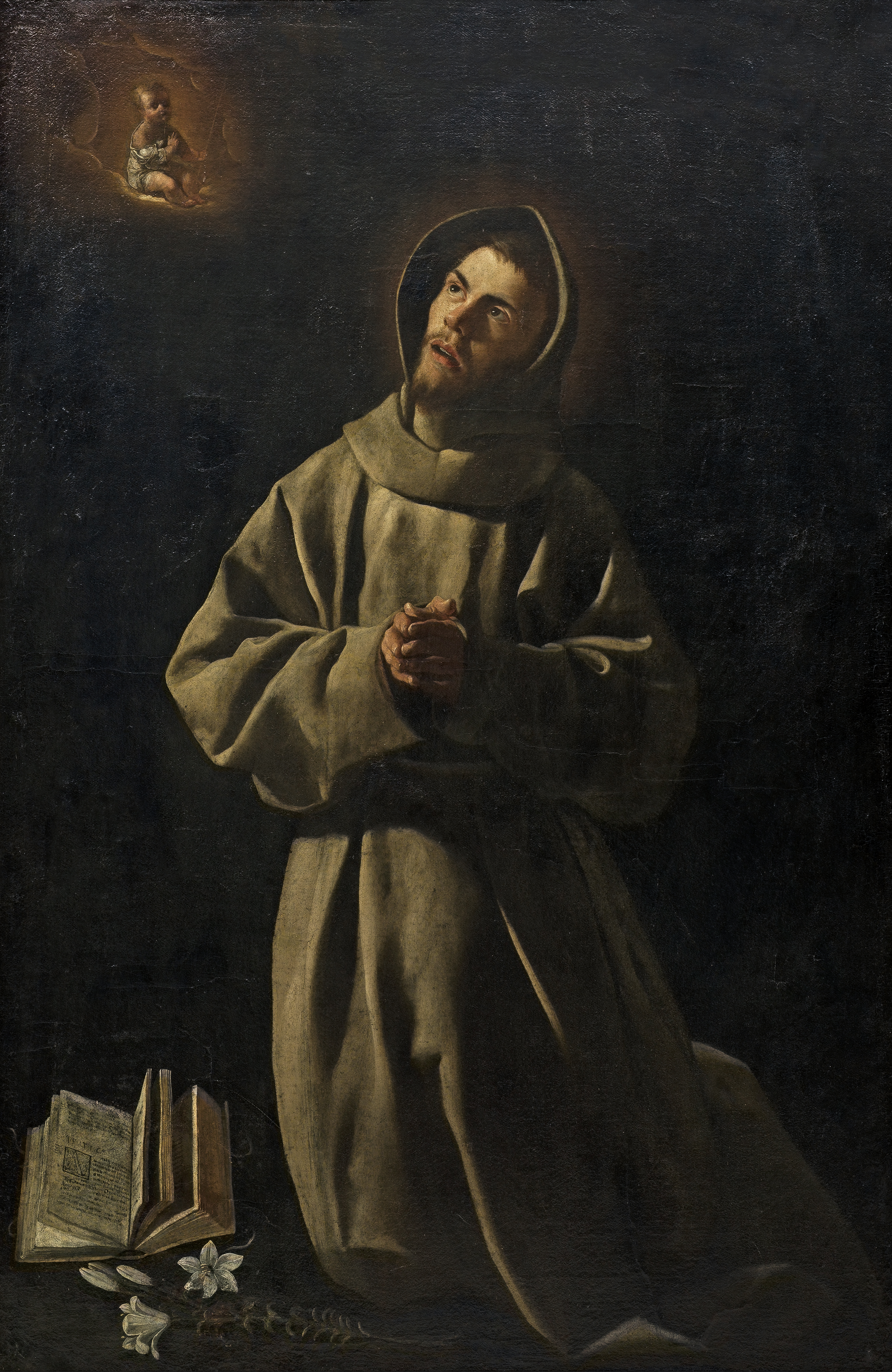
«Явление младенца Иисуса святому Антонию Падуанскому».
Франсиско де Сурбаран, 1627—1630, Художественный музей Сан-Паулу

#### Молитва в католицизме
Основными формами молитвы являются благословение и благодарение, просительная и ходатайственная молитвы, поклонение и хвала:
- благословение — благодарность Богу за Дары;
- благодарение — на Евхаристии;
- просительная — просьба о материальных нуждах;
- ходатайственная — просьба Бога за других;
- поклонение — преклонение и простирание ниц христианина перед Богом в раскаянии и мольбе о прощении;
- хвала — славословие Бога.

#### Молитва в православии
Молитвы могут различаться по содержанию, быть славословными (благодарственными) или просительными. Согласно православному вероучению, на первое месте ставят «хвалебную» молитву, известную с древнейших времён, «важнейшим жанром псалмов является восхваление Бога».
Православное богослужение содержит много образцов «хвалебных» молитв, обращённых ко Господу. Немалое число «хвалебных» молитв посвящено и Божией Матери, например, «О Тебе радуется, Благодатная, всякая тварь», «Достойно есть». К числу «хвалебных» молитв следует отнести и акафисты.
Один из самых известных образцов «покаянных» молитв — 50-й псалом. К числу «покаянных» молитв относят «Молитву мытаря», молитвы, входящие в чин исповеди, Великий покаянный канон Андрея Критского. «Иисусову молитву» также относят к «покаянным» молитвам. «Покаянные» молитвы не всегда выделяют в отдельный разряд (их можно рассматривать как разновидность «просительных»).
«Просительные» молитвы, как говорит само название, выражают нужды молящегося, как телесные (материальные), так и духовные. К числу «просительных» молитв принадлежат ектении.
«Ходатайственные» молитвы выражают прошения, подаваемые за других людей (их также можно рассматривать как разновидность «просительных»).
Наконец, «благодарственная» молитва выражает признательность молящегося Богу за получаемые от Него блага. Образец «благодарственной» молитвы из Ветхого Завета — 17-й псалом. К числу «благодарственных» православных молитв нужно отнести молитвы из состава благодарственного молебна, молитвы по причащении Святых Тайн.

#### Необходимость молитвы
В Новом Завете есть прямые указания на необходимость молитвы. Наставляя своих учеников Иисус Христос сказал им: «Бодрствуйте и молитесь, чтобы не впасть в искушение: дух бодр, плоть же немощна» (Мф. 26, 41).
Как своим примером, так и в своих поучениях Иисус Христос постоянно указывал на спасительное значение молитвы: «Смотрите, бодрствуйте, молитесь, ибо не знаете, когда наступит это время» (Мк. 13, 33), «итак, бодрствуйте на всякое время и молитесь» (Лк. 21, 36).
Апостол Павел в своём Послании (1 Фес. 5, 17) жителям города Фессалоник также призывал их: «Непрестанно молитесь».

#### Образцы и примеры молитв в Новом Завете

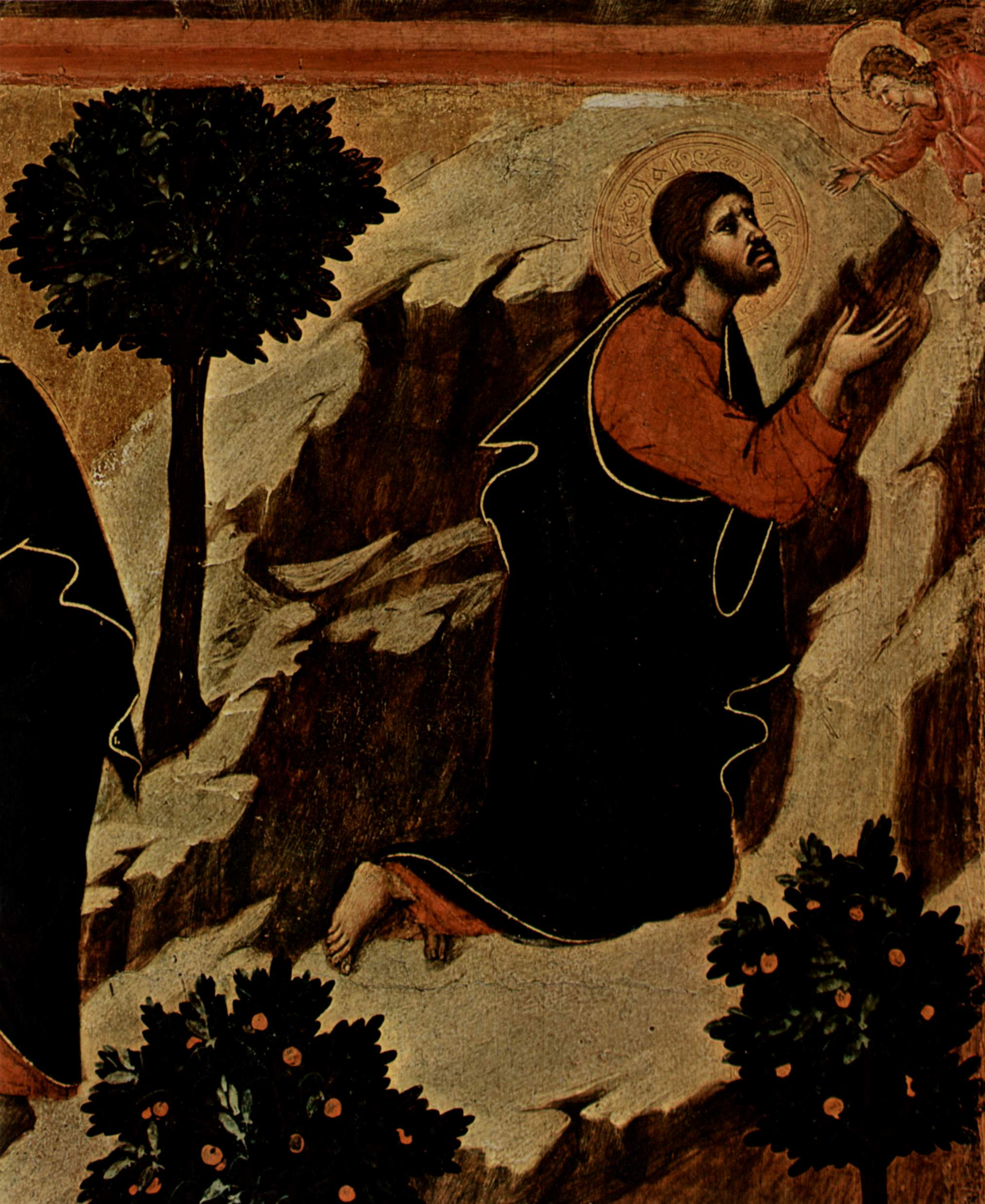
«Моление о чаше».
Дуччо, 1308—1311.

Иисус Христос, придя в мир, предостерегал своих учеников от фарисейского лицемерия в молитве (то есть от показной молитвы ради прославления между людьми) и языческого многословия (Мф. 6:5—8). Вместе с тем, он преподал «совершеннейшую из всех молитв христианских» — «Отче наш». Другой образец молитвы, встречающийся в Евангелии — это «Молитва мытаря» (Лк. 18:13) из притчи о мытаре и фарисее. Сам Христос показал пример горячей молитвы во время «Моления о чаше» (Мф. 26, 39; Мк. 14, 35—36, 39; Лк. 22, 41—44) в Гефсиманском саду и на кресте за своих убийц:

Отче! Прости им, ибо не знают, что делают!
— Лк. 23:34

Отче! Благодарю Тебя, что Ты услышал Меня!
— Ин. 11:41

Отче! О, если бы Ты благоволил пронести чашу сию мимо Меня! Впрочем не Моя воля, но Твоя да будет!
— Мф. 22:42

#### Порядок совершения молитв
На основании учения Христа и апостолов ранняя Церковь постепенно выработала единообразные правила, определяющие порядок совершения молитв как в общественном богослужении, так и в домашнем молитвословии. От иудеев перешёл обычай молиться стоя (Мк. 11, 25). От иудейского же культа заимствовано было и коленопреклонение. Коллективная трапеза и сопутствующая проповедь (вероятно, и молитва) производились делением толп верующих на ровные ряды (порядки), наподобие общинной мусульманской молитвы, на что указывает греческое слово πρασιαι («грядки [на огороде]») (Мк. 6, 40).
В ранней Церкви существовал обычай воздеяния рук во время богослужения, в подражание Моисею, молившемуся при сражении между иудеями и амалекитянами с воздетыми к небу руками; ныне это действие совершает только священник во время литургии. В общинах христиан, обратившихся из язычества, весьма рано утвердился греческий обычай молиться с непокрытой головою, но для женщин установлено было противоположное правило (1 Кор. 11:4).
Тайная молитва, наряду с тайным постом и тайной милостыней являются основными качествами христианина и должны быть совершены втайне и наедине с самим собой, причём о милостыне упомянуто прежде всего (Матф. 6:1−18).

#### Молитва в богослужениях
Сообразно заповеди Христа о непрестанной молитве христиане молились во все времена суток, римляне (и за ними иудеи) делили день и ночь на 12 равных частей и дневные часы делили на 4 части: 1-й (соответствует семи часам утра), 3-й, 6-й и 9-й часы, и ночные также на 4 части, то в Православной церкви, сверх литургии, издревле установлены 8 ежедневных служб: вечерня, повечерие, полунощница, утреня, 1, 3, 6 и 9 часы с междочасиями. В древние времена службы эти совершали отдельно одна от другой так, чтобы верующие, особенно в монастырях, собирались на молитву по 8 раз в день. В Католической церкви, после упразднения службы 1-го часа, существуют семь богослужений.

#### Конфессиональные различия в основных направлениях христианства (на примере православия и католицизма)
Исследователи отмечают определённые различия в православном и католическом опытах молитвы. Православные считают подозрительными католические мистические практики, связанные с усиленным представлением (визуализацией) страданий Христа. Православные духовные писатели считают многие проявления католической святости душевными (психическими), а не духовными.

### Молитва в иудаизме

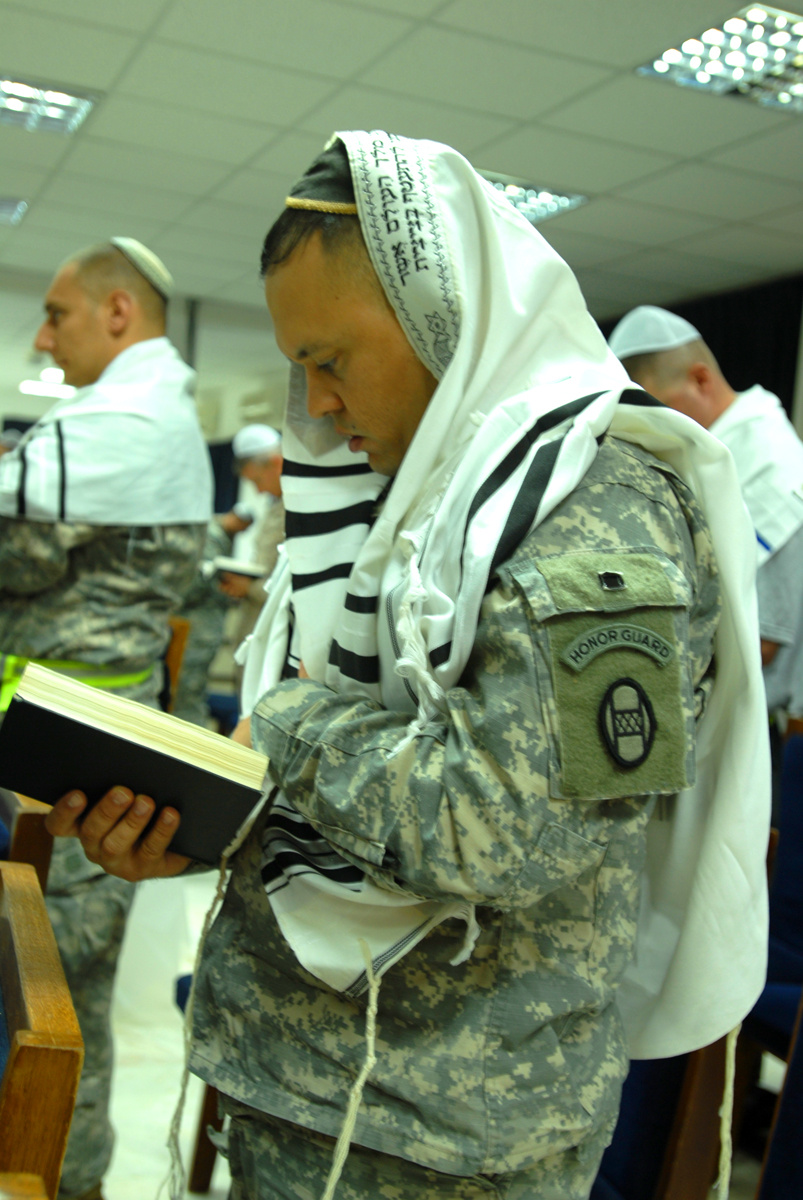
Еврей-военнослужащий армии США молится на празднике Рош ха-Шана в синагоге оккупированного Ирака

Основными формами иудейской молитвы являются тфила («молитва»), браха («благословение»), тода («благодарение»), тхила («хваление»), тхина («мольба»), атира («моление»), рина («ликование»), шава («вопль»).
В Танахе описаны совершения молитв, но точные формулы установлены лишь на случай представления десятины в Храме и описаны в библейской книге Втор. 26:13—15. Доталмудическая общинная иудейская молитва описана в Торе в книге Исх. 34:5—8.
Лишь в талмудическую эпоху молитвы подверглись тщательной регламентации; в талмудическом иудаизме молитвы были приравнены к храмовым жертвоприношениям, поэтому в Талмуде установлены лишь два общинных богослужения — на восходе солнца (шахарит) и в девятом часу (минха). В Талмуде поощряли каждого иудея произносить 144-й псалом Богу наедине трижды в день, что в современном ортодоксальном иудаизме превратилось в общинную молитву «Ашрей», которую произносят в начале и конце утреннего и в начале послеполуденного богослужений.
Современные иудеи молятся на общинных богослужениях дополнительно после захода солнца (маарив), а в Судный день молятся и пятый раз в предзакатном богослужении (неила). Утром надевают молитвенное покрывало и филактерии, предпочтительно в общине не менее, чем из десяти взрослых евреев. Молитвы произносят на иврите и иудео-арамейском языках. Центром общинного богослужения является молитва «Амида» и чтение отрывков Торы (Шма). Часто, чтобы не затруднять сбор общины для богослужения, их объединяют, так, дополнительное богослужение (мусаф) объединяют с утренним богослужением (шахарит), а необязательное закатное богослужение (маарив) объединяют с послеполуденным богослужением (минха), совершаемым позже обычного в сумерках.

### Молитва в исламе

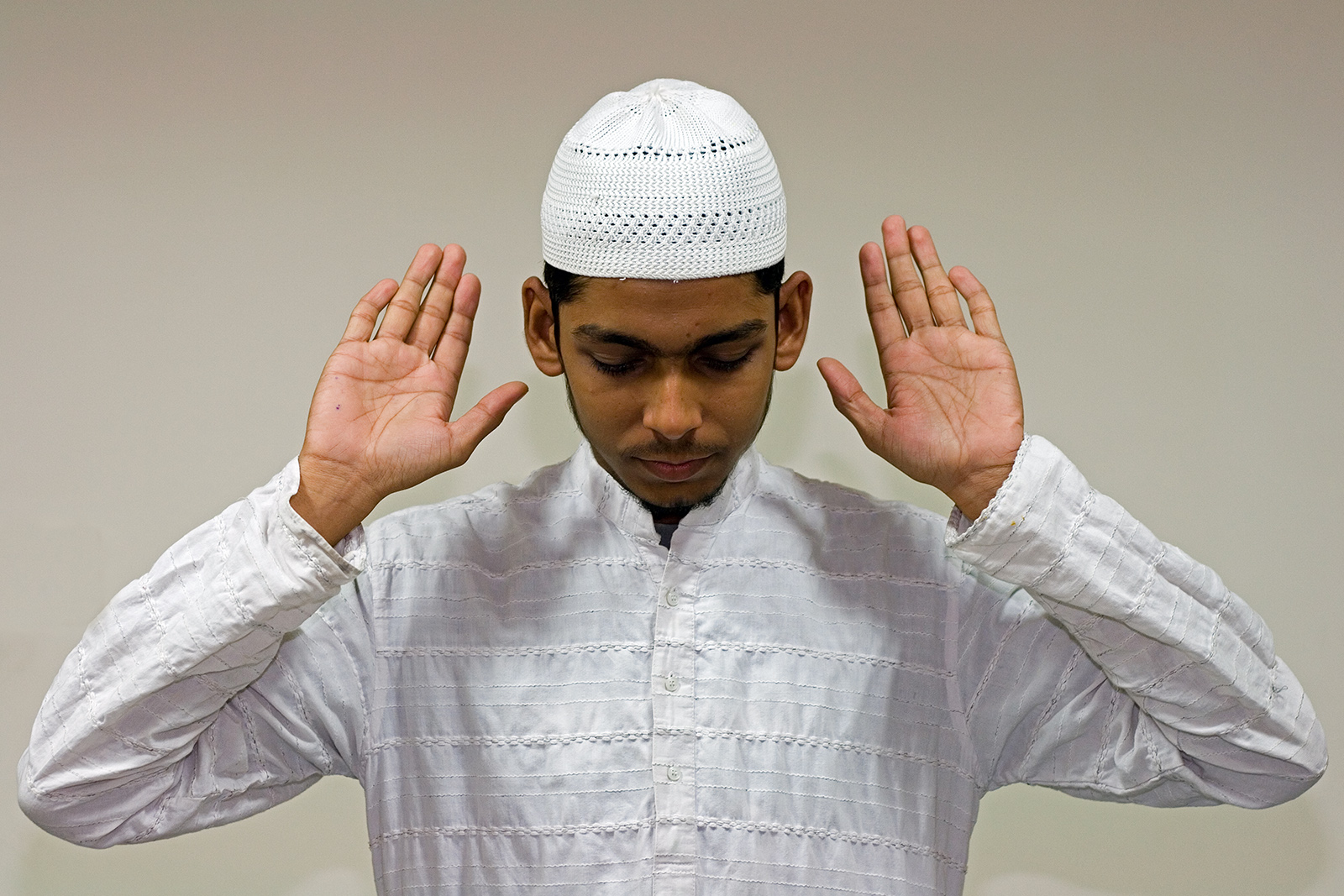
Такбир, начинающий молитву

Обычно русским словом «молитва» переводят два исламских богослужения, обозначающихся разными арабскими словами:
1. Дуа, то есть молитва-просьба, обращённая к Аллаху.
2. Салят (на персидском и тюркских языках — намаз), то есть ритуальная молитва, состоящая из определённых действий.

У мусульман молитва считается делом особенно благочестивым и является одним из пяти столпов ислама вместе со свидетельством единобожия, выплатой налога на собственность, совершением паломничества в Мекку и постом в месяц Рамадан. Известно достоверное предание, передающее слова Мухаммеда: «Совершайте молитву так, как вы видите, как я её совершаю». Мусульманская молитва состоит из нескольких циклов произнесения определённых слов и выполнения движений, таких как стояние, земной поклон и других.
Исламские теологи делают из этого предания вывод, что пророк Мухаммед установил все обряды, касающиеся молитвы. Мусульмане должны совершать молитву в любом чистом месте, где их застаёт время молитвы. Каждый мусульманин отвечает сам за свою молитву. Во время молитвы мусульмане обращаются в сторону Каабы.
Сунниты совершают пять богослужений ежедневно, шииты молятся пятью молитвами, но в трёх богослужениях:
1. На рассвете (до восхода солнца) — фаджр.
2. Около полудня — зухр.
3. Во второй половине дня — аср.
4. После заката солнца — магриб.
5. Ночью (через 1,5—2 часа после заката) — иша.

В пятницу каждому мусульманину-мужчине, достигшему совершеннолетия, необходимо слушать проповедь в мечети.

## Молитва в буддизме

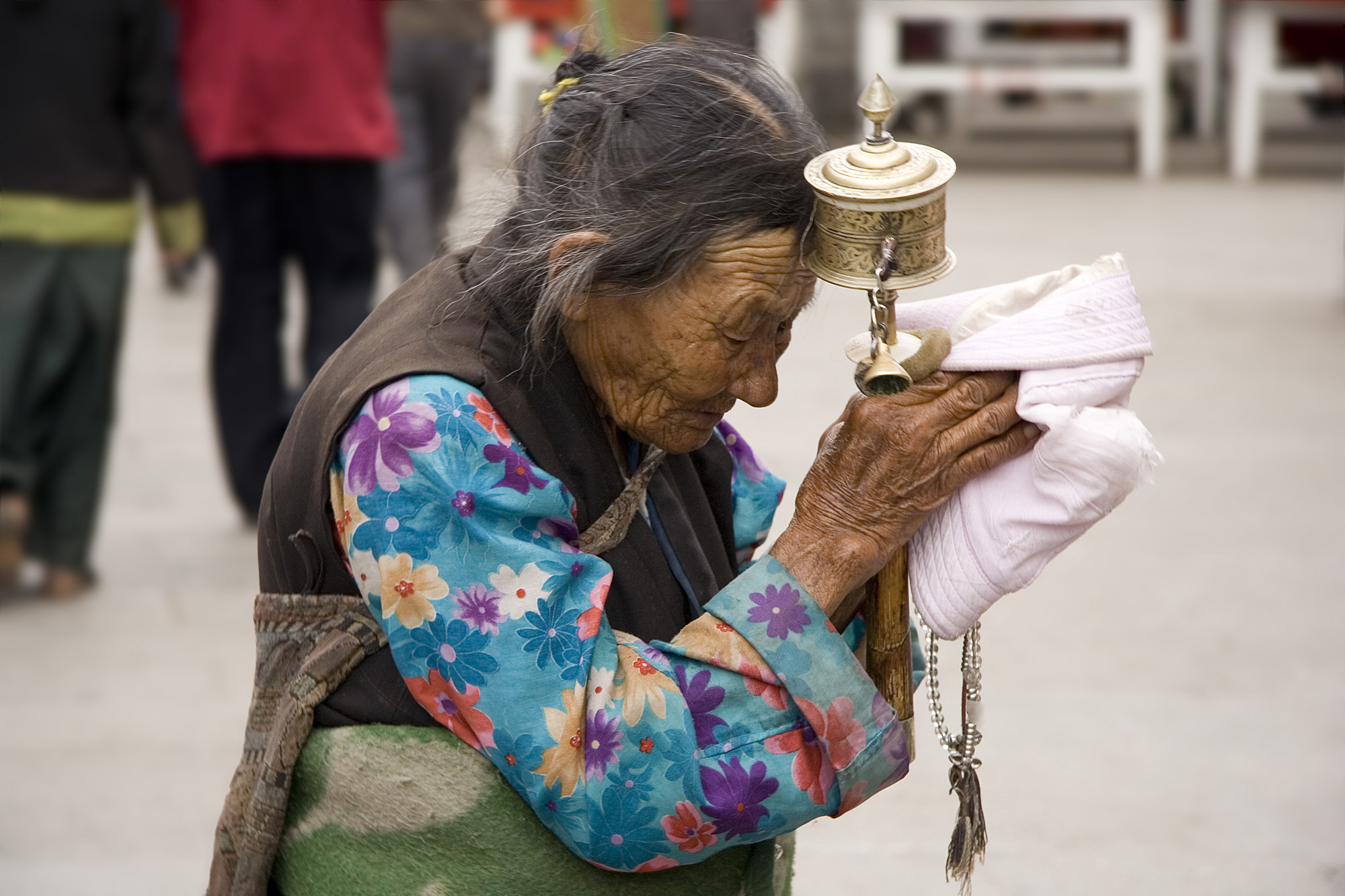
Пожилая тибетская женщина с молитвенным барабаном, Лхаса

В буддизме тхеравады молитвы не используются, так как внимание адептов направлено на накопление личных заслуг (пунья). Во время храмовых служб распеваются сутры, гатхи, произносятся фрагменты Палийского канона.
В буддизме махаяны молятся буддам и бодхисаттвам. В ваджраяне кроме того используются молитвенные барабаны. В китайской школе Чистой земли активно практикуется молитва к будде Амитабхе.
Несмотря на то, что мантры не являются молитвами, без правильного понимания их истинной сущности они могут произносится как молитвенное обращение к какому-либо буддийскому божеству.

## Молитва в индуизме

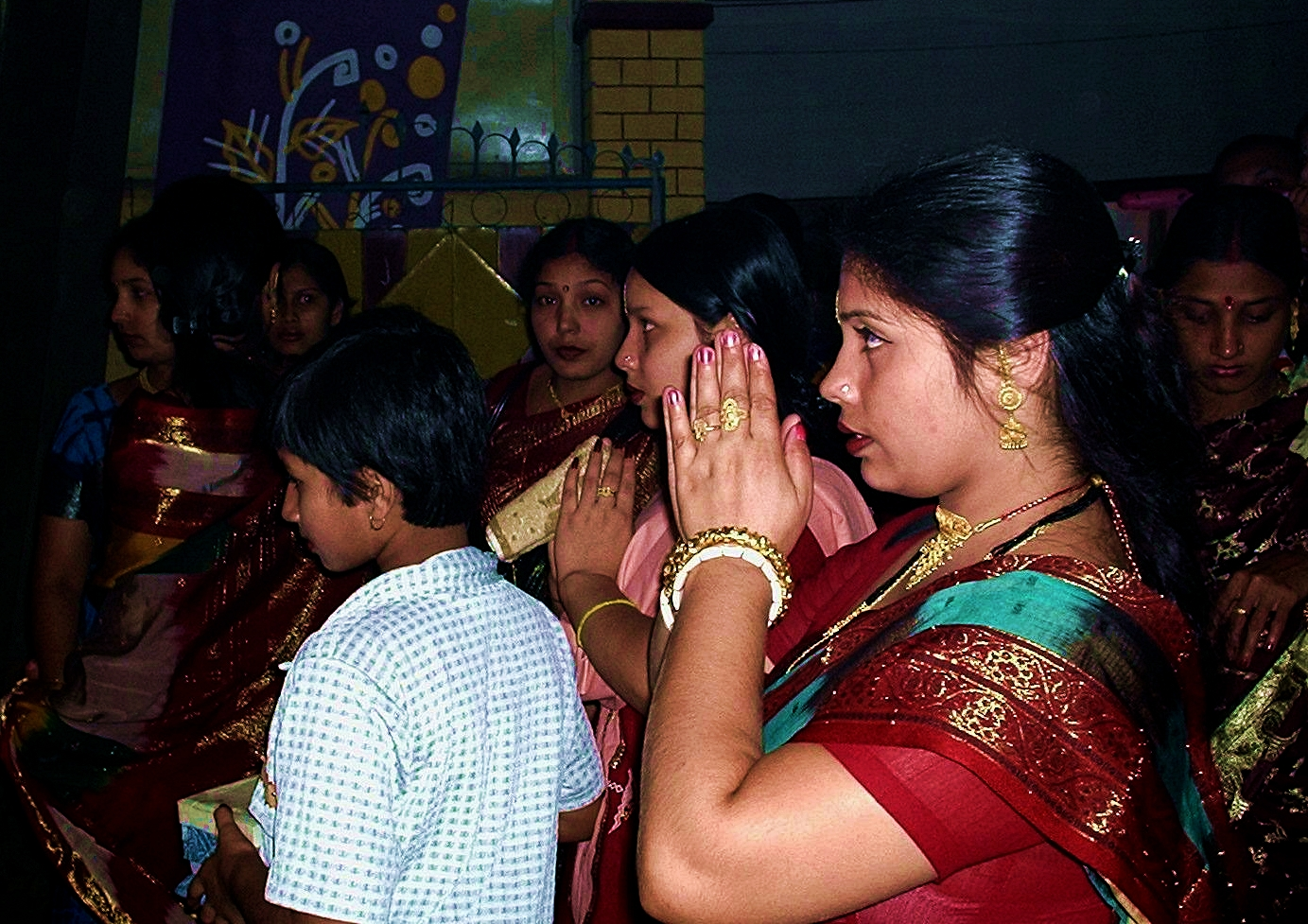
Молитва индуистов на празднике Дурга-пуджа

Индуисты отсчитывают свои молитвы по шарикам или кораллам, в чём усматривают прототип чёток, употребляемых мусульманами и христианами.
Индуисты также используют ранголи (рисунок-молитву). Рисунок, в виде орнамента, рисуется на земле цветным минеральным порошком.

## Молитва в древних языческих культах
У древних греков и римлян молитвы играли весьма важную роль при всех выдающихся событиях частной и общественной жизни; пренебрежение к ним грозило гневом богов. На отдельные случаи (рождение, бракосочетание, испрошение урожая) установлены были особые формулы молитвы, которые при общественных богослужениях произносились жрецами (или магистратами). Молитвам приписывалась чудодейственная сила; обмолвки и запинки считались дурным предзнаменованием. Значение имели и внешние обряды, сопровождавшие молитву; к ней приступали, умыв предварительно руки. Во время молитвы древние люди воздевали руки к небу. Греки молились с непокрытою головою, римляне (и иудеи) — с покрытою.

## Молитва в художественной литературе

### Молитва в прозе
Виктор Гюго в своем романе «Труженики моря» так написал о молитве: «Молитва — могучая сила души, сила непостижимая. Молитва обращается к великодушию мрака; молитва взывает к тайне, сама подобная тайне, и мнится, что перед неотступной, неустанной мольбой не может устоять Неведомое».

### Молитва в стихотворных произведениях
К теме молитвы обращались и продолжают обращаться поэты и писатели. При этом некоторые молитвы имеют стихотворные переложения. В частности, покаянная Молитва Ефрема Сирина легла в основу известного пушкинского стихотворения «Молитва».

| Молитва Отцы пустынники и жёны непорочны, Чтоб сердцем возлетать во области заочны, Чтоб укреплять его средь дольних бурь и битв, Сложили множество божественных молитв; Но ни одна из них меня не умиляет, Как та, которую священник повторяет, Во дни печальные Великого поста; Всех чаще мне она приходит на уста И падшего крепит неведомою силой: Владыко дней моих! дух праздности унылой, Любоначалия, змеи сокрытой сей, И празднословия не дай душе моей. Но дай мне зреть мои, о боже, прегрешенья, Да брат мой от меня не примет осужденья, И дух смирения, терпения, любви И целомудрия мне в сердце оживи. А. С. Пушкин, 1836 г. | Молитва В минуту жизни трудную, Теснится ль в сердце грусть, Одну молитву чудную Твержу я наизусть. Есть сила благодатная В созвучьи слов живых, И дышит непонятная, Святая прелесть в них. С души как бремя скатится, Сомненье далеко — И верится, и плачется, И так легко, легко… М. Ю. Лермонтов, 1839 г. | Час молитвы Когда взойдёт денница золотая На небосвод И, красотой торжественно сияя, Мрак разнесёт, Когда звонят, к молитве созывая, И в храм идут, И в нём стоят, моленье совершая, И гимн поют, — Тогда и я, с душою умилённой, Меж всех стою И богу гимн, коленопреклонённый, Тогда пою. Когда царь дня, в волнах купаясь чистых, Течёт к концу И запоёт хор птичек голосистых Хвалу творцу, — И я пою, и я ему молюся, И в час мольбы Спокоен я душой и не боюся Угроз судьбы. Мольба всегда усладу мне приносит, Мой дух свежа, Но никогда молитвы так не просит Моя душа, Как в грозный час кипучей непогоды: Слова мои Тогда солью я с голосом природы И, чужд земли, Пошлю к творцу усердную молитву, И — внемля ей, Он усмирит враждующую битву Моих страстей… Н. А. Некрасов, 1839 г. |